# Augusto Pedro de Souza
Augusto Pedro de Souza (Brasilia, 5 november 1968) is een voormalig Braziliaans voetballer.

## Carrière
Augusto speelde tussen 1992 en 2006 voor Goiás, Portuguesa, Corinthians, Botafogo, América, Kashima Antlers, Kawasaki Frontale en Brasiliense.